# Okręg wyborczy Epping
Okręg wyborczy Epping powstał w 1885 r. i wysyłał do brytyjskiej Izby Gmin jednego deputowanego, wybieranego w ordynacji większościowej. Okręg został zniesiony w 1974 r.

## Deputowani do brytyjskiej Izby Gmin z okręgu Epping
- 1885–1892: Henry Selwin-Ibbetson, Partia Konserwatywna
- 1892–1917: Amelius Lockwood, Partia Liberalna
- 1917–1923: Robert Colvin, Partia Konserwatywna
- 1923–1924: Charles Lyle, Partia Konserwatywna
- 1924–1945: Winston Churchill, Partia Konserwatywna
- 1945–1950: Leah Manning, Partia Pracy
- 1950–1951: Claude Davies, Partia Konserwatywna
- 1951–1964: Graeme Finlay, Partia Konserwatywna
- 1964–1970: Stan Newens, Labour Co-operative
- 1970–1974: Norman Tebbit, Partia Konserwatywna